# Museo Municipal de Utiel
La Colección Museográfica de Utiel es un museo etnológico, inaugurado el 30 de marzo de 2015 y que se encuentra ubicado en un edificio solariego de mediados del siglo XIX, conocido como Casa de los Alamanzón (catalogada com Bien Inmueble de Etnología por la Generalidad Valenciana) en la que se pueden encontrar diferentes estancias y espacios que albergan bienes arqueológicos, paleontológicos y etnológicos.

## Historia
El Museo abrió sus puertas a finales de marzo del año 2015, siendo inaugurado por Alfonso Rus, cuando era Presidente de la Diputación de Valencia, como un museo municipal que tenía como objetivos mostrar a través de objetos antiguos, en su mayoría fruto de las donaciones de los propios vecinos de la localidad; las costumbres y la forma de vida de este municipio.
Se ubicó, tras la restauración, en la conocida Casa Alamanzón, edificio histórico de Utiel que ha sido a lo largo de su historia desde casa señorial a juzgado, albergando incluso una casa cuartel de la Guardia Civil y la pinacoteca municipal.
El reconocimiento como colección museográfica de la Comunidad Valenciana, no llegó hasta  la RESOLUCIÓN de 17 de noviembre de 2017.
En ese mismo año el Ayuntamiento decidió incorporar la Colección Museográfica a la Red de Museos Etnológicos Locales de la Diputación de Valencia, coordinados por el Museo Valenciano de Etnología, L'ETNO.
En el año 2019  se llevó a cabo la rehabilitación del patio de la Casa Alamanzón y del edificio anexo, para poder utilizar ambos espacios para albergar el archivo municipal y una sala de exposiciones temporal. También se incluía en este proyecto la adecuación del patio/jardín, para crear espacios alternativos para otro tipo de usos, siempre vinculados al museo y con el objetivo secundario de recuperar  la unidad histórica, arquitectónica y funcional de esta casa solariega del siglo XIX.

## Descripción
La colección museográfica está formada por muy diversos objetos de diferentes ámbitos, desde el paleontológico, al ámbito etnológico.
La colección paleontológica, destaca por el material arqueológico, recuperado en la zona de Utiel y su Comarca de Requena-Utiel) que abarca desde la época prehistórica hasta la medieval. De importancia considerable son las piezas de la época ibérica tales como armamentos, aperos agrícolas y una colección de urnas cinerarias con sus ajuares funerarios correspondientes. Mientras que de la época romana destacan la cerámica y la colección de fíbulas. Parte de estas piezas han sido donadas por la familia de Don Alejandro García y catalogadas por los arqueólogos Remedios Martínez García y José Manuel Martínez García.
También son muy interesantes los documentos que se disponen de la Batalla del Tollo ( acción de Utiel del año 1812, ganada al ejército francés)
Mientras que en el ámbito etnológico destaca:
- la recreación de estancias de una vivienda tradicional (un dormitorio y un comedor fundamentalmente)[8]
- la sala de la acción de Utiel,
- la sala de utielanos ilustres, que conmemora, a través de diversas publicaciones y noticias la figura de estos reconocidos utielanos.[13]
- la sala de oficios antiguos,
- la sala de juguetes infantiles,
- así como una serie de paneles informativos (carteles taurinos del siglo XX fundamentalmente)[8] y fotográficos.

Dentro de este ámbito destacan en la exposición permanente: el material de enseñanza, de uso cotidiano, agrícola y de oficios, así como indumentaria tradicional, de los siglos XVII y XIX.